# 堀直哉
堀 直哉（ほり なおちか、寛政10年3月16日（1798年5月1日） - 文政13年9月3日（1830年10月19日））は、江戸時代後期の大名で、越後椎谷藩第11代藩主。椎谷堀家14代。肥前唐津藩主・水野忠光の五男。兄に水野忠邦らがいる。正室は岸和田藩主・岡部長備の娘。子は之敏（長男）、跡部敏偶（次男）。通称は順助、三右衛門。官位は従五位下、近江守。
文化9年（1812年）7月10日、先代藩主・直温の養子となり、家督を相続した。同年7月28日、将軍徳川家斉に御目見した。文化10年12月16日、従五位下・近江守に叙任した。文化12年（1815年）2月2日、大坂加番を命じられる。同年7月江戸を出発し、大坂城を守備し、翌年8月江戸に戻る。文政2年（1819年）4月、日光祭礼奉行を命じられる。文政4年12月24日、大番頭に就任する。在任中は大坂城や二条城に守備にあたる。文政13年（1830年）死去し、跡を長男の之敏が継いだ。

## 系譜
父母
- 水野忠光（実父）
- 堀直温（養父）

正室
- 岡部牧子 ー 岡部長備の娘

子女
- 堀之敏（長男）生母は牧子（正室）
- 跡部敏偶（次男）